# 乌图利克市镇
乌图利克市镇（俄语：Утуликское муниципальное образование）是俄罗斯联邦伊尔库茨克州斯柳江卡区所属的一个市镇。其下辖有5个居民点，行政中心为乌图利克。据2016年统计，该市镇的人口为1261人。